# پیتر راینهارت
پیتر راینهارت (انگلیسی: Peter Reinhart؛ زادهٔ ۱ ژانویهٔ ۱۹۵۰) مؤلف، نانوا، آموزگار است. او بیشتر برای نوشتن انقلاب نان، پای آمریکایی: جستجوی من برای پیتزای عالی، لذت بدون گلوتن، پخت بدون شکر و شاگرد نانوایی شناخته شده است. چهار کتاب او نامزد جایزه بنیاد جیمز بیرد شده‌اند که سه تای آن‌ها برنده شده‌اند، از جمله «کتاب سال» در سال ۲۰۰۲ برای شاگرد نانوایی.

## کتاب شاگرد نانوایی
پیتر راینهارت در کتاب برجسته خود، شاگرد نانوایی نان، پنج معیار مختلف را که در آنها نان طبقه‌بندی می‌شود، فهرست می‌کند:
- نکته هیدراتاسیون ابتدا، طبقه‌بندی بر اساس هیدراتاسیون: مواد اولیه نان آردی است که از نوعی غلات و آب تهیه می‌شود. مشخص کردن نان بر اساس محتوای آب نمونه‌ای از کاربرد کاملاً مستقیم ریاضیات پخت است. به گفته راینهارت، انواع آن عبارتند از:

1. خمیرهای سفت ۵۰–۵۷ درصد آب
2. خمیرهای استاندارد ۵۷–۶۵ درصد آب مانند نان ساندویچ، نان رول، نان فرانسوی، و دیگر نان‌های اروپایی
3. خمیرهای روستایی مانند چیاباتا، پیتزا، (راینهارت، ص ۴۵).

- نکته مواد غنادهنده، بعدی طبقه‌بندی بر اساس غنای نان است. آرد و آب مواد اولیه نان هستند – که هیچ‌کدام به هیچ وجه طعم خوبی ندارند؛ بنابراین، در طول چند هزار سال گذشته، انسان نان را طوری مهندسی کرده است که طعم مرطوب‌تری داشته باشد، سس بیشتری جذب کند یا با غنی‌سازی آن با چربی، شیر و/یا قند (در صورت وجود) احساس بهتری در دهان داشته باشد. راینهارت سه نوع از این خمیرها را شناسایی می‌کند:

1. خمیرهای بدون چربی
2. خمیرهای غنی شده
3. خمیرهای غنی با زیرمجموعه ای به نام خمیرهای لمینت (راینهارت ص ۴۵).

- نکته پیش تخمیر، طبقه‌بندی بر اساس (استفاده از) پیش تخمیر نیز به خودی خود مقوله دیگری است. این وسیله ای است که از طریق دستکاری دقیق زمان، آنزیم‌ها و سوخت خام موجود در غلات، نان را فوق‌العاده می‌سازد. همان‌طور که خمیر تخمیر می‌شود، مخمر آن همچنان به تولید دی‌اکسید کربن ادامه می‌دهد، که در حفره‌های هوای تشکیل شده از ورز دادن فیلتر می‌شود و باعث باد شدن آنها و ورآمدن خمیر می‌شود. کشش ملایم به رشد گلوتن ادامه می‌دهد، بنابراین حتی خمیری که به سختی ورزیده شده است، در طول تخمیر کشش‌تر و منسجم‌تر می‌شود. مخمرها در حدود ۹۵ درجه فارنهایت (۳۵ درجه سانتیگراد) به بیشترین فعالیت خود می‌رسند، بنابراین در آن دما خمیر به سرعت بالا می‌آید، اما خمیری که به سرعت در حال رشد است نیز می‌تواند عطرهای مخمری ناخوشایند و فراوانی محصولات جانبی ناخواسته متابولیسم مخمر ایجاد کند. مثل الکل کاهش دما، با گذاشتن خمیر در اتاق خنک یا یخچال ورآمدن آن را افزایش می‌دهد، طعم‌ها را کاهش می‌دهد و طعم‌های مطلوب‌تری را تشویق می‌کند. هرچه خمیر طولانی‌تر تخمیر شود، زمان بیشتری برای مخمرها و باکتری‌ها در خمیر برای تولید ترکیبات طعم‌دهنده باقی می‌ماند. این بیشتر در نان‌های گندم کامل مشهود است، که در آن‌ها با افزایش آهسته طعم‌های مغزی و عسل مانند در دانه‌ها افزایش می‌یابد (Joachim & Schloss, p. 66).
- نکته خمیر مایه (leavener)، دو دسته ای که راینهارت در مورد پیش تخمیر مشخص می‌کند، خمیرهای مستقیم و خمیرهای غیر مستقیم یا اسفنجی هستند (Reinhart, p. 45). سپس طبقه‌بندی بر اساس مخمر داریم. نوع و استفاده (یا فقدان آن) در مورد عوامل مخمری به این صورت است که این دسته تقسیم می‌شوند. نان‌ها در اینجا می‌توانند به صورت:

1. مخمر تجاری
2. نان‌های خمیر مایه طبیعی (مخمر وحشی یا خمیر ترش)
3. ترکیبی از موارد فوق
4. خمیرهای مخمر نشده که ممکن است از نظر شیمیایی مخمر شده باشند یا نباشند (راینهارت ص ۴۵- 46).

- نکته ارتفاع (مانند نان تخت)، در نهایت ما طبقه‌بندی بر اساس ارتفاع را داریم. جایی که تا به حال همه دسته‌های دیگر نان‌ها را بر اساس مواد تشکیل‌دهنده گروه‌بندی می‌کرده‌اند، این دسته آخر کمی مهم است. نان‌های مسطح را می‌توان غنی شده یا بدون چربی، مخمر یا بدون مخمر و همگی با ارتفاع کم خود از سایر نان‌ها متمایز کرد. هم پیتزا و هم مصا (کراکر ماتزو) در اینجا در نان تخت گنجانده شده است، در حالی که اولی دارای مخمر است و غنی شده است و دومی مخمر ندارد و بدون چربی است. (راینهارت ص ۴۵).[۱]